# Fernando Hernández Holgado
Fernando Hernández Holgado ( Madrid, 1964) Es un historiador español, doctor en historia contemporánea por la Universidad Complutense de Madrid donde ejerce como profesor desde 2015. Está especializado en Historia social, Historia Pública, Represión Franquista, Franquismo, Historia de las Cárceles en contextos de Represión política y de género. También ha escrito ensayos y libros sobre la historia de la OTAN y temas relacionados con el Militarismo.

## Biografía
En 2003, tras publicar « Mujeres encarceladas: La prisión de Ventas: de la República al Franquismo, 1931-1941» se trasladó a Barcelona para trabajar en su tesis doctoral, basada en las conexiones entre la Cárcel de mujeres de Ventas de Madrid y la desaparecida Cárcel de mujeres de las Corts. En ese periodo, entrevistó a numerosas ex-presas del Franquismo. A partir de 2006, intregrado en el ACME (Asociación por la Cultura y la Memoria de Cataluña ) con Jordi Guixé Corominas y Toni Vidal Arnan, fundó el portal mulltimedia www.presodelescorts.org.
En 2010 defendió la tesis " La prisión militante, las cárceles franquistas de mujeres de Barcelona y Madrid, 1939-1945" que fue publicada virtualmente en 2011 y galardonada en 2012 con el VI premio AEIHM a tesis doctorales sobre Historia de las mujeres. Ese mismo año, dentro de las jornadas de Arte público y memoria, comisionó la exposición « La prisión invisible» con material procedente de Mariano Furà, fondos de archivos del distrito de Les Corts y fotografías cedidas por ex-presas.
En 2013 el equipo liderado por Núria Ricart Ulldemolins, Fernando Hernández Holgado, Jordi Guixé Coromines (Eurom) con ex-presas, familiares y diversas entidades de ámbito académico y ciudadano, consolidaron el proyecto participativo de la Plataforma por el futuro Monumento de la prisión de mujeres de Les Corts.
En 2014 en el transcurso de unas jornadas, que contaron con participación nacional e internacional, se presentó un Espacio provisional de memoria, situado en la confluencia de las calles Joan Güell-Europa.
En julio de 2015 el proyecto fue distinguido con la mención especial del premio Aurora Gómez a la lucha feminista y, en noviembre del mismo año, recibió la Medalla de Honor de Barcelona. En 2019 culminó el proceso con la inauguración del Monumento definitivo, como expresión de público de homenaje a las presas de Les Corts ya sus hijos e hijas.
En 2019 coordinó otro portal multimedia sobre la prisión de mujeres de Ventas en Madrid: www.carceldeventas.madrid.es, con el apoyo de la Consejería de Salamanca del Ayuntamiento de Madrid, con fotografías del edificio desaparecido y testigos de antiguas presas. Tras la eliminación de la página por el gobierno municipal presidido por Martínez Almeida, el portal resurgió ampliado y mejorado con el nombre de www.carceldeventas.org.
En noviembre de 2023, también en Madrid, en el marco de la recuperación de la historia pública y la memoria de las prisiones femeninas del Franquismo, Hernández Holgado participó en la organización de las primeras jornadas públicas dedicadas a la Cárcel de Ventas, con conferencias, testigos, talleres y ruta histórica a las antiguas cárceles de mujeres.
Una segunda edición de las jornadas tuvo lugar en Barcelona del 20 al 23 de octubre de 2024, donde se revisó la historia de la Cárcel de Les Corts, su desmantelamiento y el posterior traslado de reclusas a la cárcel Modelo y a la cárcel de la Trinidad, durante el último Franquismo, con exferencias, políticas, testimonios.
En el ámbito del militarismo, Hernández Holgado ha publicado varios ensayos y libros sobre la represión del primer Franquismo, la historia de la Otan y el "pensamiento militarista" en las llamadas " guerras justas " o " intervenciones humanitarias"

## Publicaciones
Entre los ensayos, artículos y obras publicadas destacan:
- Historia de la OTAN. De la guerra fría al intervencionismo humanitario. Madrid, Los libros de la Catarata. 2000
- Soledad Real (1917) Madrid. Ediciones del Orto. 2001
- Misería del militarismo. Una crítica del discurso de la guerra. 2003. Barcelona, Virus Editorial. 2003
- Mujeres encarceladas, La Prisión de Ventas: de la República al Franquismo. Marcial Pons. 2003
- Tomas de Franco (con Sergio Galvez Biesca) Fundación de Investigaciones Marxistas. 2007
- Murió en Madrid, los fusilamientos masivos del Franquismo en la capital, 1939-1044 (coeditor con Tomás Montero) Machado Libros. 2020

- Un lugar inacabado, Espacio de memoria, Monumento Cárcel de Mujeres de Les Corts. (coautor con Núria Ricart y Jordí Guixé) Universidad de Valencia. 2022
- El pensamiento militarista. "Sobre las guerras justas" Los Libros de la Catarata, Madrid, 2024